# Кирилова (присілок)
Кири́лова (рос. Кириллова) — присілок у складі Ірбітського міського округу Свердловської області.
Населення — 228 осіб (2010, 218 у 2002).
Національний склад населення станом на 2002 рік: росіяни — 93 %.